# Emil Skiwski

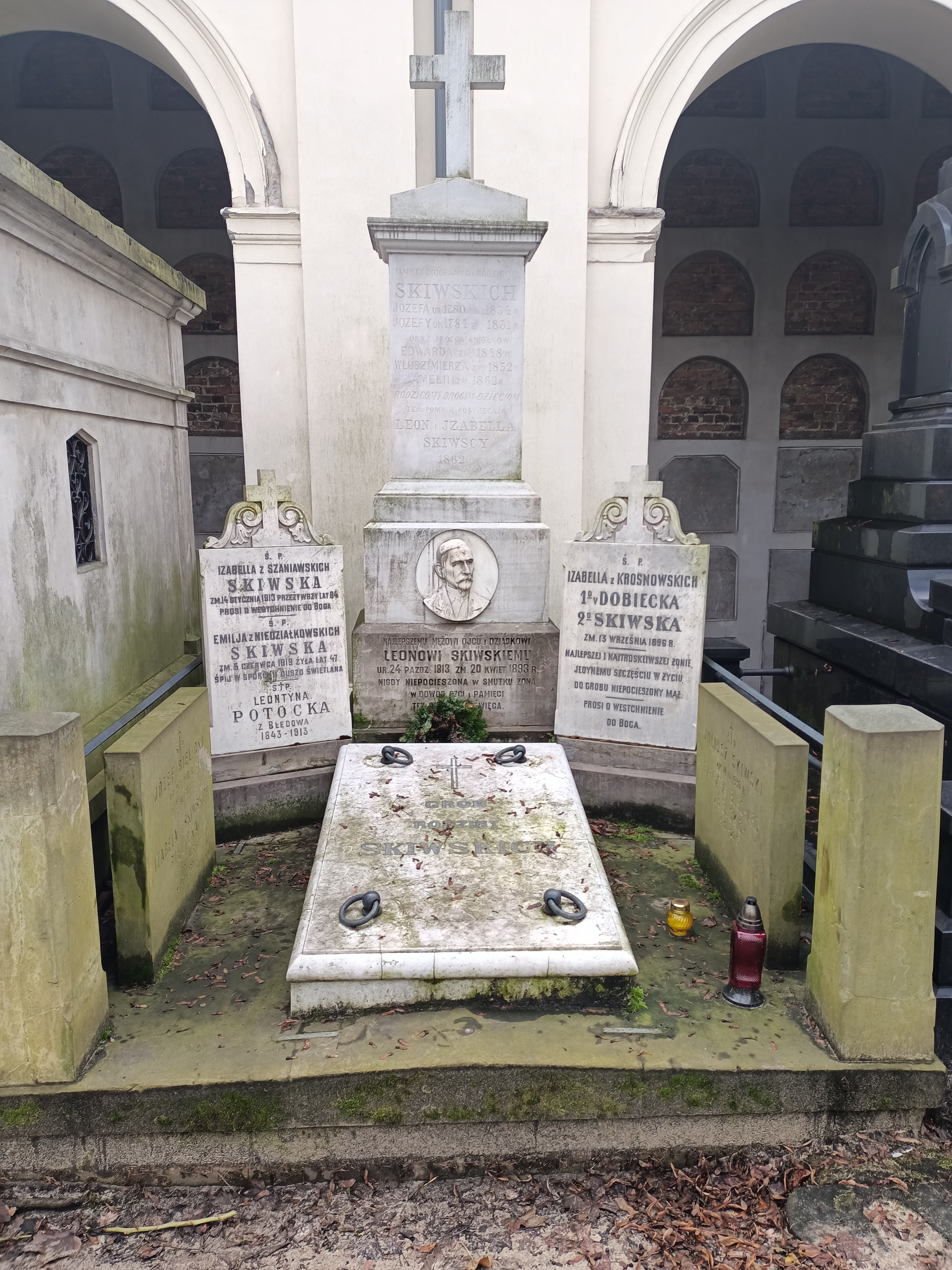
Grób Emila Skiwskiego na cmentarzu Powązkowskim w Warszawie

Emil Skiwski (ur. 17 marca 1836 w Tyborach-Trzciance, zm. 2 lipca 1892 w Warszawie) – drukarz i nakładca warszawski.

## Życiorys
Urodził się 17 marca 1836 w Tyborach-Trzciance w rodzinie Ignacego i Anny z d. Kaczyńskiej. Ojciec jego był właścicielem majątku w Tyborach-Trzciance.
Brak jest wiadomości o jego wykształceniu; w latach siedemdziesiątych XIX wieku przybył do Warszawy i w 1874 zakupił od Henryka Perzyńskiego drukarnię mieszczącą się przy ulicy Elektoralnej 28. Po czterech latach działalności przeniósł się na ulicę Chmielną pod nr 28. Drukowane były u niego dzieła z literatury pięknej, dziecięco-młodzieżowej, jak również prace naukowe i religijne. Drukował wiele na zlecenie warszawskich księgarzy – Teodora Paprockiego, Michała Arcta oraz Gebethenera i Wolffa.
W 1876 odkupił od Jana Kantego Gregorowicza „Tygodnik Mód i Powieści” i był jego wydawcą od następnego roku. W 1881 również od Gregorowicza nabył tygodnik „Przyjaciel Dzieci”, a w latach 1883–1892 wydawał „Biesiadę Literacką”. W latach 1885–1892 wydawał „Wszechświat” oraz „Wiadomości Bibliograficzne”. Należał do Zgromadzenia Drukarzy Warszawskich.
Żonaty był z Pauliną Kazimierą Szosland, z którą miał jednego syna Jana Kazimierza Teofila (ojca Jana Emila Skiwskiego). Zmarł 2 lipca 1892 i pochowany został na cmentarzu Powązkowskim.